# Geranomyia edwardsiana
Geranomyia edwardsiana is een tweevleugelige uit de familie steltmuggen (Limoniidae). De soort komt voor in het Oriëntaals gebied.